# Dél-romániai fejlesztési régió

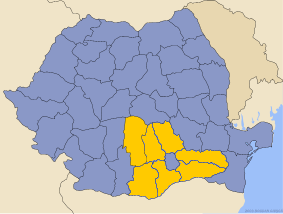
A Dél-romániai fejlesztési régió elhelyezkedése

A Dél-romániai fejlesztési régióhoz tartozó megyék: Argeș, Călărași, Dâmbovița, Giurgiu, Ialomița, Prahova és Teleorman. A régió központja Călărași. Területe 34489 négyzetkilométer, lakosainak száma 2002-ben 3 379 406 fő volt, népsűrűsége 97,99 fő/km². Nemzetiségi összetétel: román (96,89%), roma (2,91%), más (0,2%).
1998-ban hozták létre, feladata a fejlesztési projektek összehangolása, és az Európai Uniós támogatások felhasználásának szabályozása.

## Települések
Húszezer főnél nagyobb lakossággal rendelkező települések: Ploiești, Pitești, Târgoviște, Călărași, Giurgiu, Slobozia, Alexandria, Câmpina, Câmpulung, Fetești, Mioveni, Curtea de Argeș, Roșiorii de Vede, Turnu Măgurele, Oltenița, Moreni.

## Külső hivatkozások
- Hivatalos honlapja